# تسلط بر حقیقت
تسلط بر حقیقت (به هندی: Sachché Ká Bol-Bálá) فیلمی محصول سال ۱۹۸۹ و به کارگردانی دو آناند است. در این فیلم بازیگرانی همچون دو آناند، جکی شروف، میناکشی سشادری، پریم چوپرا، هما مالینی، ساداشیو آمراپرکار، گلشن گروور ایفای نقش کرده‌اند.